# Gmina Poczesna
Die Gmina Poczesna ist eine Landgemeinde im Powiat Częstochowski der Woiwodschaft Schlesien in Polen. Ihr Sitz ist das gleichnamige Dorf mit etwa 800 Einwohnern.

## Gliederung
Zur Landgemeinde Poczesna gehören 15 Ortschaften mit einem Schulzenamt:
Bargły
Brzeziny-Kolonia
Brzeziny Nowe
Huta Stara A
Huta Stara B
Kolonia Poczesna
Korwinów
Mazury
Michałów
Nierada
Nowa Wieś
Poczesna
Słowik
Wrzosowa
Zawodzie
Weitere Orte der Gemeinde sind:
Dębowiec
Kolonia Borek
Młynek
Sobuczyna
Szymczyki
Całka
Hutki
Młyńskie Wały

## Politik

### Bürgermeister
An der Spitze der Verwaltung steht der Gemeindevorsteher. Seit 2006 war dies Krzysztof Ujma, der für sein eigenes Wahlkomitee antrat, aber der PSL angehört. Bei der turnusmäßigen Wahl im April 2024 ergab sich folgendes Ergebnis:
- Justyna Wilk (Wahlkomitee „Justyna Wilk – Neue Gemeinde Poczesna“) 39,7 % der Stimmen
- Artur Sosna (Wahlkomitee „Gemeinsame Zukunft – Artur Sosna“) 23,8 % der Stimmen
- Krzysztof Ujma (Wahlkomitee „Zusammenarbeit und Entwicklung – Der Kandidat für das Gemeindevorsteheramt Krzysztof Ujma“) 23,5 % der Stimmen
- Robert Szymczak (Wahlkomitee „Naszapoczesna.pl“) 13,0 % der Stimmen

In der damit notwendigen Stichwahl setzte sich der Zweitplatzierte des ersten Wahlgangs Sosna mit 53,2 % der Stimmen gegen Wilk durch und wurde zum neuen Gemeindevorsteher gewählt. Amtsinhaber Ujma war bereits im ersten Durchgang gescheitert.
Die turnusmäßige Wahl im Oktober 2018 brachte folgendes Ergebnis:
- Krzysztof Ujma (Wahlkomitee „Zusammenarbeit und Entwicklung – Der Kandidat für das Gemeindevorsteheramt Krzysztof Ujma“) 49,6 % der Stimmen
- Robert Chądzyński (Wahlkomitee „Freundliche Gemeinde Poczesna“) 30,4 % der Stimmen
- Maciej Kaźmierczak (Wahlkomitee „Jugend und Vernunft in der Gemeinde Poczesna“) 19,9 % der Stimmen

In der damit notwendigen Stichwahl wurde Amtsinhaber Ujma mit 57,4 % der Stimmen wiedergewählt.

### Gemeinderat
Der Gemeinderat von Poczesna besteht aus 15 Mitgliedern, die in Einpersonenwahlkreisen gewählt werden. Die Wahl 2024 führte zu folgendem Ergebnis:
- Wahlkomitee „Justyna Wilk – Neue Gemeinde Poczesna“ 24,0 % der Stimmen, 4 Sitze
- Wahlkomitee „Zusammenarbeit und Entwicklung – Der Kandidat für das Gemeindevorsteheramt Krzysztof Ujma“ 19,5 % der Stimmen, 2 Sitze
- Wahlkomitee „Naszapoczesna.pl“ 18,9 % der Stimmen, 2 Sitze
- Wahlkomitee „Gemeinsame Zukunft – Artur Sosna“ 16,1 % der Stimmen, 2 Sitze
- Wahlkomitee „Wirksam in Aktion“ 5,4 % der Stimmen, 2 Sitze
- Wahlkomitee „Gemeinsam für Brezin“ 2,7 % der Stimmen, 1 Sitz
- Wahlkomitee „Unser Huta Stara B“ 2,6 % der Stimmen, 1 Sitz
- Wahlkomitee „Lokale Verwaltung“ 1,9 % der Stimmen, 1 Sitz
- Übrige 8,9 % der Stimmen, kein Sitz

Die Wahl 2018 führte zu folgendem Ergebnis:
- Wahlkomitee „Freundliche Gemeinde Poczesna“ 33,7 % der Stimmen, 5 Sitze
- Wahlkomitee „Zusammenarbeit und Entwicklung – Der Kandidat für das Gemeindevorsteheramt Krzysztof Ujma“ 30,7 % der Stimmen, 5 Sitze
- Wahlkomitee „Jugend und Vernunft in der Gemeinde Poczesna“ 22,0 % der Stimmen, 1 Sitz
- Sojusz Lewicy Demokratycznej (SLD) / Lewica Razem (Razem) 7,0 % der Stimmen, 2 Sitze
- Wahlkomitee „Gemeinde Poczesna – Garantie für Stabilität und Entwicklung“ 2,2 % der Stimmen, 1 Sitz
- Wahlkomitee „Lokale Verwaltungsgemeinschaft für den Kreis Częstochowa“ 1,8 % der Stimmen, 1 Sitz
- Übrige 2,6 % der Stimmen, kein Sitz

## Verkehr
Der Bahnhof Korwinów an der Bahnstrecke Warszawa–Katowice liegt im Gemeindegebiet.